# هرمان جوسيف هاك
هرمان جوسيف هاك (بالألمانية: Hermann Josef Hack)‏ هو رسام وفنان ألماني، ولد في 20 يونيو 1956 في باد هونيف في ألمانيا.